# Doma zgrajeno letalo
Doma zgrajeno letalo (ang. Homebuilt airplane, kit plane ali amateur build airplane) je letalo, ki ga lastnik kupi po delih (v kitu) in ga potem sam sestavi skupaj - za razliko od tovarniško grajenih letal, pri katerih so prisotni strokovni delavci.Doma zgrajena letala so po navadi precej cenejša. Nekatera letala so na voljo kot tovarniško grajena ali pa v kitu za sestavljanje doma. V splošnem so domagrajena letala manj varna kot tovarniška, zato je priporočljiva uporaba balističnih reševalnih padal. Skoraj vsa domagrajena letala so manjša športna letala z batnim motorjem. Obstajajo pa tudi bolj kompleksna turbopropelerska letala kot npr. Lancair Propjet ali reaktivni Viper Aircraft ViperJet in celo nadzvočni Bede BD-10.
Doma zgrajena letala so po navadi certificirana kot eksperimentalna letala. Po navadi so omejena na VFR letenje.